# Бордуолк хол
„Бордуолк хол“ (на английски: Boardwalk Hall) е зала в Атлантик Сити, Ню Джърси, САЩ. Тя може да побере до 17 000 души. Залата е построена през 1929 г.

## История
Идеята за постояването на залата идва от тогавашния кмет на Атлантик Сити Едуард Бейдър. Дизайнът й е на архитектурната фирма „Локууд Грийн“.